# 有元正雄
有元 正雄（ありもと まさお、1930年2月13日 - 2024年1月14日）は、日本の歴史学者。広島大学名誉教授。

## 来歴
岡山県生まれ。1953年、広島文理科大学史学科卒業。1971年、「地租改正と農民闘争」で広島大学文学博士。岡山朝日高等学校教諭、広島修道大学助教授を経て、広島大学教授。1998年、定年退官、名誉教授、広島経済大学教授。2005年、退職。

## 著書
- 『地租改正と農民闘争』新生社 1968 日本史学研究双書
- 『真宗の宗教社会史』吉川弘文館 1995
- 『宗教社会史の構想 真宗門徒の信仰と生活』吉川弘文館 1997 歴史文化ライブラリー
- 『近世日本の宗教社会史』吉川弘文館 2002
- 『近世被差別民史の東と西』清文堂出版 2009

## 共編著
- 『明治期地方啓蒙思想家の研究 窪田次郎の思想と行動』頼祺一・甲斐英男・青野春水と共著 渓水社 1981
- 『広島県の百年』天野卓郎・甲斐英雄・頼祺一と共著 山川出版社 1983 県民100年史
- 『近世瀬戸内農村の研究』編 渓水社 1988

## 記念論集
- 『近世近代の社会と民衆』有元正雄先生退官記念論文集刊行会編 清文堂出版 1993